# 24 Heures du Mans 1992
Navigation
Édition précédente Édition suivante
Les 24 Heures du Mans 1992 sont la 60e édition de l'épreuve et se déroulent les 20 et 21 juin 1992 sur le circuit de la Sarthe. Cette course est la troisième manche du Championnat du monde des voitures de sport 1992 (WSC - World Sportscar Championship).

## Séances de qualifications
90 pilotes, répartis sur 30 voitures, prennent part à la séance de qualifications. À l'issue de cette session, l'ALD C290 no 60 est exclue pour cause de poids non réglementaire.

## Nombre de pilotes qualifiés pour la course
87 pilotes se qualifient pour cette soixantième édition des 24 Heures du Mans mais ce sont 84 d'entre eux qui prendront le départ de l'épreuve à la suite du retrait d'une voiture. Une seule femme sera présente lors de ce départ.
| 26 Français   | 15 Britanniques | 11 Italiens   | 9 Japonais  | 5 Allemands     |
| 3 Néerlandais | 3 Suédois       | 2 Autrichiens | 2 Espagnols | 2 Sud-Africains |
| 1 Australien  | 1 Belge         | 1 Brésilien   | 1 Danois    | 1 Finlandais    |
| 1 Marocain    |                 |               |             |                 |

## Déroulement de la course

### Classements intermédiaires
| Pos. | Après la 1re heure | Après la 1re heure                                                                     | Après 6 heures | Après 6 heures                                                                         | Après 12 heures | Après 12 heures                                                                        | Après 18 heures | Après 18 heures                                                                        |
| Pos. | n°                 | Voiture / Pilotes                                                                      | n°             | Voiture / Pilotes                                                                      | n°              | Voiture / Pilotes                                                                      | n°              | Voiture / Pilotes                                                                      |
| ---- | ------------------ | -------------------------------------------------------------------------------------- | -------------- | -------------------------------------------------------------------------------------- | --------------- | -------------------------------------------------------------------------------------- | --------------- | -------------------------------------------------------------------------------------- |
| 1    | 5                  | Mazdaspeed Co. Ltd. / Oreca Mazda MXR-01 (C1) Herbert - Weidler - Gachot - Sandro Sala | 1              | Peugeot Talbot Sport Peugeot 905 Evo 1B (C1) Warwick - Dalmas - Blundell               | 1               | Peugeot Talbot Sport Peugeot 905 Evo 1B (C1) Warwick - Dalmas - Blundell               | 1               | Peugeot Talbot Sport Peugeot 905 Evo 1B (C1) Warwick - Dalmas - Blundell               |
| 2    | 1                  | Peugeot Talbot Sport Peugeot 905 Evo 1B (C1) Warwick - Dalmas - Blundell               | 2              | Peugeot Talbot Sport Peugeot 905 Evo 1B (C1) Baldi - Alliot - Jabouille                | 2               | Peugeot Talbot Sport Peugeot 905 Evo 1B (C1) Baldi - Alliot - Jabouille                | 33              | Toyota Team Tom's Toyota TS010 (C1) Sekiya - Raphanel - Acheson                        |
| 3    | 2                  | Peugeot Talbot Sport Peugeot 905 Evo 1B (C1) Baldi - Alliot - Jabouille                | 5              | Mazdaspeed Co. Ltd. / Oreca Mazda MXR-01 (C1) Herbert - Weidler - Gachot - Sandro Sala | 5               | Mazdaspeed Co. Ltd. / Oreca Mazda MXR-01 (C1) Herbert - Weidler - Gachot - Sandro Sala | 2               | Peugeot Talbot Sport Peugeot 905 Evo 1B (C1) Baldi - Alliot - Jabouille                |
| 4    | 31                 | Peugeot Talbot Sport Peugeot 905 Evo 1B (C1) Wendlinger - van de Poele - Ferté         | 8              | Toyota Team Tom's Toyota TS010 (C1) Lammers - Wallace - Fabi                           | 8               | Toyota Team Tom's Toyota TS010 (C1) Lammers - Wallace - Fabi                           | 5               | Mazdaspeed Co. Ltd. / Oreca Mazda MXR-01 (C1) Herbert - Weidler - Gachot - Sandro Sala |
| 5    | 3                  | Euro Racing Lola T92/10 (C1) Pareja - Euser - Zwolsman                                 | 33             | Toyota Team Tom's Toyota TS010 (C1) Sekiya - Raphanel - Acheson                        | 33              | Toyota Team Tom's Toyota TS010 (C1) Sekiya - Raphanel - Acheson                        | 54              | Courage Compétition Cougar C28S (C3) Wollek - Pescarolo - Ricci                        |

### Classement final de la course

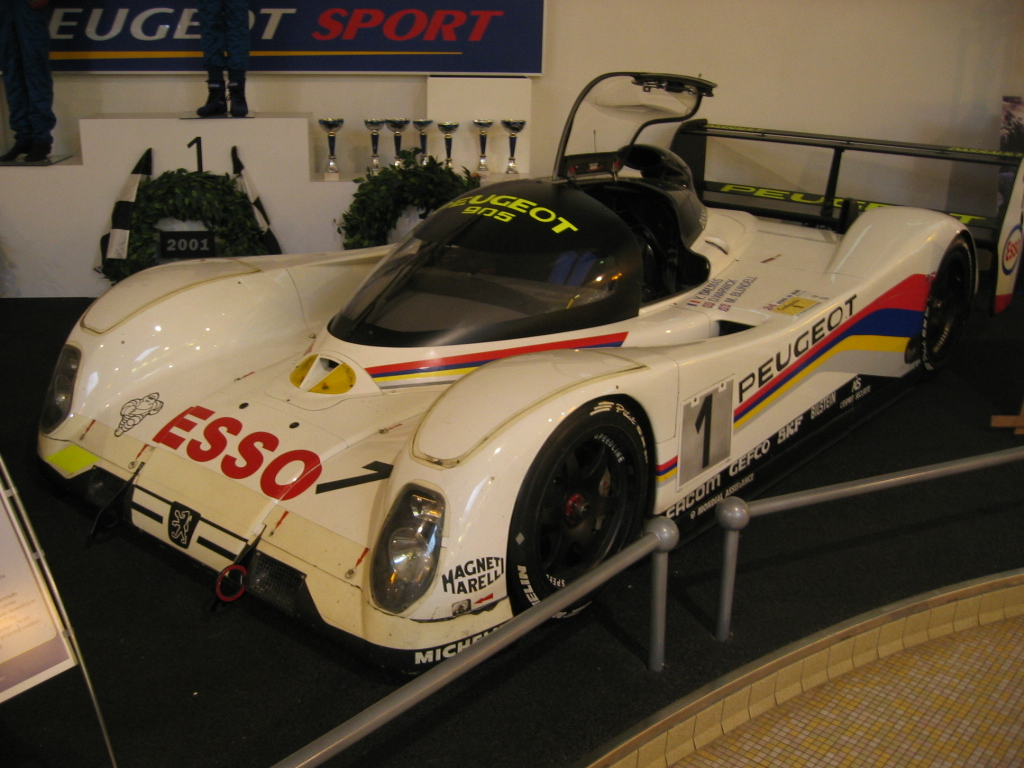
La Peugeot 905 Evo 1B, victorieuse de l'édition 1992.

Voici le classement officiel au terme des 24 heures de course.
- Les vainqueurs de chaque catégorie sont signalés par un fond jauni.
- Pour la colonne Pneus, il faut passer le curseur au-dessus du modèle pour connaître le manufacturier de pneumatiques.

| Pos.  | Catégorie | N° | Écurie                                       | Pilotes                                                                        | Châssis                            | Pneus | Tours | Temps                       |
| Pos.  | Catégorie | N° | Écurie                                       | Pilotes                                                                        | Moteur                             | Pneus | Tours | Temps                       |
| ----- | --------- | -- | -------------------------------------------- | ------------------------------------------------------------------------------ | ---------------------------------- | ----- | ----- | --------------------------- |
| 1     | C1        | 1  | Peugeot Talbot Sport                         | Derek Warwick Yannick Dalmas Mark Blundell                                     | Peugeot 905 Evo 1B                 | M     | 352   | 24 h 00 min 54 s 765        |
| 1     | C1        | 1  | Peugeot Talbot Sport                         | Derek Warwick Yannick Dalmas Mark Blundell                                     | Peugeot SA35 3.5L V10 Atmo         | M     | 352   | 24 h 00 min 54 s 765        |
| 2     | C1        | 33 | Toyota Team Tom's                            | Masanori Sekiya Pierre-Henri Raphanel Kenny Acheson                            | Toyota TS010                       | G     | 346   | + 6 Tours                   |
| 2     | C1        | 33 | Toyota Team Tom's                            | Masanori Sekiya Pierre-Henri Raphanel Kenny Acheson                            | Toyota RV10 3.5L V10 Atmo          | G     | 346   | + 6 Tours                   |
| 3     | C1        | 2  | Peugeot Talbot Sport                         | Mauro Baldi Philippe Alliot Jean-Pierre Jabouille                              | Peugeot 905 Evo 1B                 | M     | 345   | + 7 Tours                   |
| 3     | C1        | 2  | Peugeot Talbot Sport                         | Mauro Baldi Philippe Alliot Jean-Pierre Jabouille                              | Peugeot SA35 3.5L V10 Atmo         | M     | 345   | + 7 Tours                   |
| 4     | C1        | 5  | Mazdaspeed Co. Ltd. Oreca                    | Johnny Herbert Volker Weidler Bertrand Gachot Maurizio Sandro Sala             | Mazda MXR-01                       | M     | 336   | + 26 Tours                  |
| 4     | C1        | 5  | Mazdaspeed Co. Ltd. Oreca                    | Johnny Herbert Volker Weidler Bertrand Gachot Maurizio Sandro Sala             | Mazda (Judd) MV10 3.5L V10 Atmo    | M     | 336   | + 26 Tours                  |
| 5     | C2        | 35 | Trust Racing Team                            | Stefan Johansson George Fouché Steven Andskär                                  | Toyota 92C-V                       | D     | 336   | + 26 Tours                  |
| 5     | C2        | 35 | Trust Racing Team                            | Stefan Johansson George Fouché Steven Andskär                                  | Toyota R36V 3.6L V8 Turbo          | D     | 336   | + 26 Tours                  |
| 6     | C3        | 54 | Courage Compétition                          | Bob Wollek Henri Pescarolo Jean-Louis Ricci                                    | Cougar C28S                        | G     | 335   | + 25 Tours                  |
| 6     | C3        | 54 | Courage Compétition                          | Bob Wollek Henri Pescarolo Jean-Louis Ricci                                    | Porsche Type-935 3.0L Flat-6 Turbo | G     | 335   | + 25 Tours                  |
| 7     | C3        | 51 | Kremer Porsche Racing                        | Manuel Reuter John Nielsen Giovanni Lavaggi                                    | Porsche 962CK6                     | Y     | 334   | + 26 Tours                  |
| 7     | C3        | 51 | Kremer Porsche Racing                        | Manuel Reuter John Nielsen Giovanni Lavaggi                                    | Porsche Type-935 3.0L Flat-6 Turbo | Y     | 334   | + 26 Tours                  |
| 8     | C1        | 8  | Toyota Team Tom's                            | Jan Lammers Andy Wallace Teo Fabi                                              | Toyota TS010                       | G     | 331   | + 29 Tours                  |
| 8     | C1        | 8  | Toyota Team Tom's                            | Jan Lammers Andy Wallace Teo Fabi                                              | Toyota RV10 3.5L V10 Atmo          | G     | 331   | + 29 Tours                  |
| 9     | C2        | 34 | Toyota Team Tom's Kitz Racing Team with SARD | Roland Ratzenberger Eje Elgh Eddie Irvine                                      | Toyota 92C-V                       | B     | 321   | + 39 Tours                  |
| 9     | C2        | 34 | Toyota Team Tom's Kitz Racing Team with SARD | Roland Ratzenberger Eje Elgh Eddie Irvine                                      | Toyota R36V 3.6L V8 Turbo          | B     | 321   | + 39 Tours                  |
| 10    | C3        | 67 | Obermaier Racing GmbH                        | Otto Altenbach Jürgen Lässig Pierre Yver                                       | Porsche 962C                       | G     | 297   | + 55 Tours                  |
| 10    | C3        | 67 | Obermaier Racing GmbH                        | Otto Altenbach Jürgen Lässig Pierre Yver                                       | Porsche Type-935 3.0L Flat-6 Turbo | G     | 297   | + 55 Tours                  |
| 11    | C3        | 52 | Kremer Porsche Racing                        | Robin Donovan Charles Rickett (en) Almo Coppelli                               | Porsche 962CK6                     | Y     | 297   | + 55 Tours                  |
| 11    | C3        | 52 | Kremer Porsche Racing                        | Robin Donovan Charles Rickett (en) Almo Coppelli                               | Porsche Type-935 3.0L Flat-6 Turbo | Y     | 297   | + 55 Tours                  |
| 12    | C3        | 53 | ADA Engineering                              | Derek Bell Justin Bell Tiff Needell                                            | Porsche 962C GTi                   | G     | 284   | + 68 Tours                  |
| 12    | C3        | 53 | ADA Engineering                              | Derek Bell Justin Bell Tiff Needell                                            | Porsche Type-935 3.0L Flat-6 Turbo | G     | 284   | + 68 Tours                  |
| 13    | C1        | 4  | Euro Racing                                  | Heinz-Harald Frentzen Charles Zwolsman Shunji Kasuya (en) Hideshi Matsuda (en) | Lola T92/10                        | M     | 271   | + 81 Tours                  |
| 13    | C1        | 4  | Euro Racing                                  | Heinz-Harald Frentzen Charles Zwolsman Shunji Kasuya (en) Hideshi Matsuda (en) | Judd GV10 3.5L V10 Atmo            | M     | 271   | + 81 Tours                  |
| 14    | C1        | 22 | Chamberlain Engineering                      | Ferdinand de Lesseps Richard Piper (pilote automobile) Olindo Iacobelli        | Spice SE89C                        | G     | 258   | + 94 Tours                  |
| 14    | C1        | 22 | Chamberlain Engineering                      | Ferdinand de Lesseps Richard Piper (pilote automobile) Olindo Iacobelli        | Ford Cosworth DFZ 3.5L V8 Atmo     | G     | 258   | + 94 Tours                  |
| N. c. | C1        | 36 | Chamberlain Engineering                      | Jun Harada Kenja Shimamura Tomiko Yoshikawa (de)                               | Spice SE89C                        | G     | 160   | + 192 Tours                 |
| N. c. | C1        | 36 | Chamberlain Engineering                      | Jun Harada Kenja Shimamura Tomiko Yoshikawa (de)                               | Ford Cosworth DFZ 3.5L V8 Atmo     | G     | 160   | + 192 Tours                 |
| N. c. | C4        | 66 | Eric Bellefroid Ren Car                      | Walter Breuer Marc Alexander Frank de Vita                                     | Orion LM                           | M     | 78    | + 274 Tours                 |
| N. c. | C4        | 66 | Eric Bellefroid Ren Car                      | Walter Breuer Marc Alexander Frank de Vita                                     | Peugeot 1.9L I4 Atmo               | M     | 78    | + 274 Tours                 |
| Abd.  | C1        | 31 | Peugeot Talbot Sport                         | Karl Wendlinger Eric van de Poele Alain Ferté                                  | Peugeot 905 Evo 1B                 | M     | 208   | Moteur                      |
| Abd.  | C1        | 31 | Peugeot Talbot Sport                         | Karl Wendlinger Eric van de Poele Alain Ferté                                  | Peugeot SA35 3.5L V10 Atmo         | M     | 208   | Moteur                      |
| Abd.  | C1        | 7  | Toyota Team Tom's                            | Geoff Lees David Brabham Ukyo Katayama                                         | Toyota TS010                       | G     | 192   | Moteur                      |
| Abd.  | C1        | 7  | Toyota Team Tom's                            | Geoff Lees David Brabham Ukyo Katayama                                         | Toyota RV10 3.5L V10 Atmo          | G     | 192   | Moteur                      |
| Abd.  | C1        | 21 | Action Formula                               | Luigi Taverna Alessandro Gini John Sheldon                                     | Spice SE90C                        | G     | 150   | Démarreur                   |
| Abd.  | C1        | 21 | Action Formula                               | Luigi Taverna Alessandro Gini John Sheldon                                     | Ford Cosworth DFZ 3.5L V8 Atmo     | G     | 150   | Démarreur                   |
| Abd.  | C3        | 56 | Courage Compétition                          | Tomas Saldaña (en) Denis Morin Jean-François Yvon                              | Cougar C28S                        | G     | 142   | Moteur                      |
| Abd.  | C3        | 56 | Courage Compétition                          | Tomas Saldaña (en) Denis Morin Jean-François Yvon                              | Porsche Type-935 3.0L Flat-6 Turbo | G     | 142   | Moteur                      |
| Abd.  | C1        | 6  | Mazdaspeed Co. Ltd. Oreca                    | Maurizio Sandro Sala Takashi Yorino Yojiro Terada                              | Mazda MXR-01                       | M     | 124   | Accident                    |
| Abd.  | C1        | 6  | Mazdaspeed Co. Ltd. Oreca                    | Maurizio Sandro Sala Takashi Yorino Yojiro Terada                              | Mazda (Judd) MV10 3.5L V10 Atmo    | M     | 124   | Accident                    |
| Abd.  | C1        | 29 | Team S.C.I.                                  | Ranieri Randaccio Vito Veninata Stefano Sebastiani "Stingbrace"                | Tiga GC288                         | G     | 101   | Transmission                |
| Abd.  | C1        | 29 | Team S.C.I.                                  | Ranieri Randaccio Vito Veninata Stefano Sebastiani "Stingbrace"                | Ford Cosworth DFL 3.3L V8 Atmo     | G     | 101   | Transmission                |
| Abd.  | C3        | 68 | Equipe Alméras-Chotard                       | Jean-Marie Alméras Jacques Alméras Max Cohen-Olivar                            | Porsche 962C                       | G     | 85    | Accident                    |
| Abd.  | C3        | 68 | Equipe Alméras-Chotard                       | Jean-Marie Alméras Jacques Alméras Max Cohen-Olivar                            | Porsche Type-935 3.0L Flat-6 Turbo | G     | 85    | Accident                    |
| Abd.  | C3        | 55 | Courage Compétition                          | Pascal Fabre Lionel Robert Marco Brand (en)                                    | Cougar C28S                        | G     | 77    | Accident                    |
| Abd.  | C3        | 55 | Courage Compétition                          | Pascal Fabre Lionel Robert Marco Brand (en)                                    | Porsche Type-935 3.0L Flat-6 Turbo | G     | 77    | Accident                    |
| Abd.  | C1        | 3  | Euro Racing                                  | Jesús Pareja Cor Euser Charles Zwolsman                                        | Lola T92/10                        | M     | 50    | Boite de vitesse, démarreur |
| Abd.  | C1        | 3  | Euro Racing                                  | Jesús Pareja Cor Euser Charles Zwolsman                                        | Judd GV10 3.5L V10 Atmo            | M     | 50    | Boite de vitesse, démarreur |
| Abd.  | C4        | 58 | Welter Racing                                | Patrick Gonin Didier Artzet Pierre Petit                                       | WR LM92                            | M     | 42    | Suspension                  |
| Abd.  | C4        | 58 | Welter Racing                                | Patrick Gonin Didier Artzet Pierre Petit                                       | Peugeot 1.9L I4 Atmo               | M     | 42    | Suspension                  |
| Abd.  | C4        | 61 | Didier Bonnet Autoracing                     | Didier Bonnet (de) Gérard Tremblay Jacques Heuclin                             | Debora 92                          | P     | 25    | Embrayage                   |
| Abd.  | C4        | 61 | Didier Bonnet Autoracing                     | Didier Bonnet (de) Gérard Tremblay Jacques Heuclin                             | Alfa Romeo 3.0L V6 Atmo            | P     | 25    | Embrayage                   |
| Abd.  | C1        | 9  | British Racing Motors                        | Wayne Taylor Harri Toivonen Richard Jones (en)                                 | BRM P351                           | G     | 20    | Feu                         |
| Abd.  | C1        | 9  | British Racing Motors                        | Wayne Taylor Harri Toivonen Richard Jones (en)                                 | BRM (Weslake) 3.5L V12 Atmo        | G     | 20    | Feu                         |
| N. p. | C1        | 30 | TDR Spice Racing                             | Chris Hodgetts François Migault Thierry Lecerf                                 | Spice SE90C                        | D     | -     |                             |
| N. p. | C1        | 30 | TDR Spice Racing                             | Chris Hodgetts François Migault Thierry Lecerf                                 | Ford Cosworth DFZ 3.5 V8 Atmo      | D     | -     |                             |
| Ex.   | C2        | 60 | Team MP Racing                               | Marc Pachot Raymond Touroul Didier Cadarec                                     | ALD C290                           | M     | -     |                             |
| Ex.   | C2        | 60 | Team MP Racing                               | Marc Pachot Raymond Touroul Didier Cadarec                                     | Peugeot PRV 3.0L V6 Atmo           | M     | -     |                             |

Détails :
- La no 60 ALD C289 du Team MP Racing's est disqualifiée pour avoir, après contrôle technique en fin des qualifications, un poids en dessous de la réglementation.
- La no 33 Spice SE89 et la no 66 Orion LM n'ont pas été classées pour distance insuffisante (moins de 70 % de la distance parcourue par le 1er).

## Pole position et record du tour
- Pole position :  Philippe Alliot sur no 2 Peugeot 905 - Peugeot Talbot Sport en 3 min 21 s 209.
- Meilleur tour en course :  Jan Lammers sur no 8 Toyota TS 010 - Toyota Team Tom's en 3 min 22 s 295.

## Tours en tête
- no 2 Peugeot 905 Evo 1B - Peugeot Talbot Sport : 7 tours (1-5 / 12-13)
- no 5 Mazda MXR-01 - Mazdaspeed Co. Ltd : 15 tours (6-11 / 15-23)
- no 1 Peugeot 905 Evo 1B - Peugeot Talbot Sport : 330 tours (14 / 24-352)

## À noter
- Longueur du circuit : 13,600 km
- Distance parcourue : 4 787,200 km
- Vitesse moyenne : 199,340 km/h
- Écart avec le 2e : 81,640 km